# Grad ostrog
Grad ostrog je vrsta srednjeveške utrdbe, ki uporablja svojo lokacijo kot obrambno funkcijo. Razlikuje se od drugih višinskih gradov po svoji nekoliko drugačni legi izgradnje kot grad na hribu in sicer stoji na skalni pečini, ki štrli iz hriba. Idealno je težko dostopen iz treh strani zaradi strmih pobočij, edino ranljivo mesto je na mestu stika s hribom.
Grad ostrog leži torej pod hribom, vendar visoko nad dolino in je najbolj pogosto uporabljena vrsta gradu v Nemčiji. 

## Razlogi za izgradnjo
Ne glede na to, da se pogosto ponuja kot topografsko ugodna lokacija gradnja gradu na hribu, je bil izkop vodnjaka tako globoko problematično – pogosto najbolj finančno zahtevno in zamudno delo – zato je celoten sistem zgrajen bližje cesti ali plovni povezavi, ki jih je treba ščititi. Pogosto je bila oskrba z vodo zagotovljena s pomočjo oslov po posebej za to narejeni poti.
Glede na lokalno topografijo je lahko grad ostrog odvisen predvsem od njegove nedostopnosti ali v kombinaciji z obrambnimi elementi, kot so zidovi in stolpi. Značilen del obrambe je obrambni jarek izkopan na delu stika s hribom. Kadar je ostrog dolg in ozek, se lahko za tak grad uporablja izraz grad na grebenu. Dolgo grad ostrog je včasih, vendar ne vedno, razdeljen v spodnji del in bolj odločno branjeno zgornje krilo (ali celo zaporedje treh ali več delov).
Ostrog in grad na hribu sta ovirala uvedbo vse večjo uporabo protiutežne mehanske metalne naprave tribok (tudi trebušet), ki so jih uvedli Franki. V primeru gradov ostrog bi težke oblegovalne stroje lahko razporedili samo na zgornji strani hriba, kjer bi se moč skoncentrirala. 

## Primeri
- Primeri gradov ostrog v Nemčiji so ruševine Wachtenburg, grad Balduinstein, grad Eppstein, grad Grimburg,  Lahneck, Kriebstein in grad Breidenstein in kot najbolj severno razvaline gradu Vlotho v Vlothu. Nekdanji grad Helfenstein (Koblenz) je danes nadgrajen s trdnjavo Ehrenbreitstein. Sparrenburg v Bielefeldu, je najsevernejši grad ostrog v Nemčiji. Eden izmed najbolj ohranjenih tovrstnih gradov v Nemčiji je grad Wildenstein (Leibertingen).
- Križarski grad Krak des Chevaliers, Sirija, leži na ostrogu hriba, dostopen le z juga. Hkrati ima močno koncentrično grajsko obrambo na vseh straneh.
- Citadela Saône ali Saladinova citadela (arabsko قلعة صلاح الدين‎‎ - Qal'at Salah al-Din) leži v Siriji, 30 km vzhodno od mesta Latakija, zgrajena na skali med dvema globokima dolinama. Spodnja podgradnja Saône ima šibkejše stene in stolpe.
- Grad Montfort nemškega viteškega reda (zgornja Galileja, Izrael) je grad na grebenu, ki se zanaša pri svoji obrambi na strma skalnata pobočja, z uporabo številnih novosti večjih križarskih gradov in spominja na manjši nemški baronski grad.
- Alcazar, Segovia v Španiji se nahaja na ozkem ostrogu, ki globoko pada na vse strani, razen na vzhod, kjer stoji na ravni podlagi.
- Grad Stirling na Škotskem se nahaja na ozkem pomolu griča Stirling Sill, ki je del geoloških formacij Stirling police. Obdan je s treh strani s strmimi pečinami, kar mu daje močan obrambni položaj. Njegova strateška lega, varovanje prečkanja reke Forth, je bila pomembna do leta 1890.
- Primer gradu ostrog na Škotskem je grad Doune. Nedokončani grad je zaščiten na treh straneh s strmimi pobočji. Dostop s severa je zavarovan z zemeljskimi deli.
- Château de Chinon v Franciji stoji na pečevju nad reko Vienne. Ima naravno zaščito na treh straneh in izkopan jarek na četrti. Ustanovil ga je Theobald I. grof Blois. V 11. stoletju je grad postal last grofov Anjou.
- Grad Rifnik katerega mogočne razvaline ležijo na strmem skalnatem pomolu na severnem pobočju istoimenskega hriba južno od naselja Šentjur, Slovenija. Grad je bil prvič omenjen leta 1281.
- Grad Socerb, tudi grad Strmec stoji v bližini naselja Socerb, Slovenija, na kraškem robu.